# Utterån
Utterån är ett biflöde till Moälven i Ångermanland, Örnsköldsviks kommun. Mynnar i Moälven nära Gottne. Längd cirka 60 km. Största biflöde Hädanbergsån (från höger).